# آندری فولبرت
آندری فولبرت (رومانیایی: Andrei Folbert; ۶ ژانویهٔ ۱۹۳۱ – ۲۹ سپتامبر ۲۰۰۳) بازیکن بسکتبال اهل رومانی بود. وی در بازی‌های المپیک تابستانی ۱۹۵۲ شرکت کرده‌است.